# Wuthering Heights (canción)
Wuthering Heights es una canción de la artista británica Kate Bush, publicada como su sencillo de debut en enero de 1978. Inspirada en la novela homónima de 1847 de Emily Brontë, se posicionó en el número uno de las listas de popularidad del Reino Unido y sigue siendo a la fecha su sencillo más exitoso.
La canción aparece en su álbum de debut The Kick Inside de 1978. "Wuthering Heights" fue catalogado por la revista Q en el 32.º puesto de la lista Top 100 Singles of All Time, según la votación de los lectores. Además, se ubica en el lugar 14 de la lista Top Singles of All Time de Rate Your Music.

## La Letra
Bush escribió la canción a los 18 años, pocas horas después de la noche del 5 de marzo de 1977. Se inspiró después de ver la adaptación televisiva de la BBC "Wuthering Heights" (Serie de Televisión británica de 1967) sobre la novela de 1847 Cumbres Borrascosas. Luego leyó el libro y también descubrió que compartía su cumpleaños con la autora Emily Brontë.
"Wuthering Heights" se canta desde la perspectiva del personaje de Cumbres Borrascosas Catherine Earnshaw, suplicando a Heathcliff que le permitiera entrar. Las citas de los diálogos de Catherine incluyendo "I'm so cold", "let me in", y "bad dreams in the night" son realmente las citas de los diálogos realizados por Cathy, el fantasma de Catherine, los cuales sólo pueden ser reconocidos por el oyente si ha leído la novela. El crítico Simon Reynolds lo describió como Romance de ficción gótico destilado en cuatro minutos y medio de rapsodia gaseosa.
Bush grabó su voz en una sola toma. El solo de guitarra está tocado por Ian Bairnson quien dijo que inicialmente no le gustó el tono durante muchos años por "motivos puramente guitarristas". Bairnson tocó el solo de guitarra con un brazo roto. El ingeniero de sonido Jon Kelly dijo que lamentaba no haber puesto el solo más alto en la mezcla de sonido. El equipo de producción, con Bush, empezó a mezclar a medianoche y permaneció hasta "las cinco o seis de la mañana".
La compañía discográfica de Bush, EMI, originalmente eligió otra canción "James and the Cold Gun" como sencillo principal, pero Bush estuvo determinada a utilizar "Wuthering Heights". El sencillo estaba inicialmente programado para ser lanzado el 4 de noviembre de 1977, sin embargo, Bush no estaba contenta con la portada e insistió en que fuera reemplazada. Algunas copias del sencillo ya se habían enviado a estaciones de radio, pero EMI cedió y retrasó el lanzamiento del sencillo hasta el 20 de enero de 1978.
"Wuthering Heights" entró en las listas el fin de semana del 11 de febrero de 1978 en el puesto 42. La semana siguiente subió al puesto 27 y Bush hizo su primera aparición en Top of the Pops. La canción finalmente se agregó a la lista de reproducción de BBC Radio 1 la semana siguiente y se convirtió en uno de los temas más reproducidos en la radio. En 1986, las primeras ediciones de su primer álbum recopilatorio The Whole Story indicaron erróneamente que la fecha de lanzamiento de este sencillo era el 4 de noviembre de 1977.

## Vídeo Musical y Portada
Dos Vídeos musicales fueron creados para acompañar "Wuthering Heights". Bush creó la coreografía y los movimientos de baile para sugerir el personaje de un fantasma (como en la escena de la novela). En la primera versión, conocida como versión interior, realizada para el Reino Unido y Europa, se muestra a Bush interpretando la canción en una habitación oscura llena de niebla blanca mientras lleva un vestido blanco. Los críticos han descrito este vídeo como un hito en la historia de los vídeos musicales antes de la era MTV, con Pitchfork colocándolo en el número tres en la lista de los mejores vídeos musicales de los años 70.

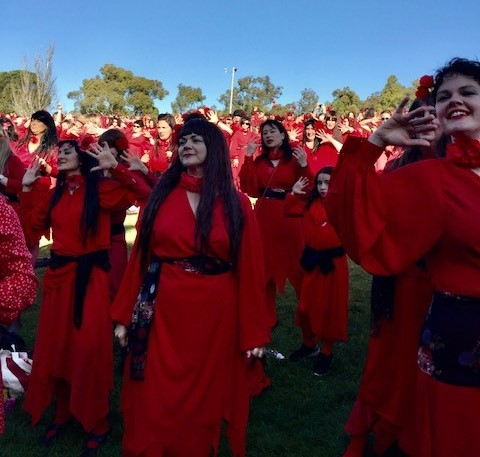
Fans de Kate Bush en "The Most Wuthering Heights Day Ever" (El día más borrascoso de todos los tiempos) celebrado en Melbourne, Australia, en el año 2016.

En la versión exterior, se muestra a Bush bailando, —'out in the wily, windy moors'— en una zona de césped ubicada en Salisbury Plain (inspirada en los páramos de la novela) con Pinos silvestres al fondo, en un día nublado, mientras lleva un fino vestido largo ondulante de color rojo.
La ubicación exacta se llama Baden's Clump cerca de Sidbury Hill y próxima a la ciudad de Tidworth en Wiltshire. Este vídeo fue filmado la mañana del 26 de octubre de 1977. Se ha hecho referencia al vestido rojo en numerosas ocasiones en la cultura popular  y sus fans han usado vestidos similares en eventos como "The Most Wuthering Heights Day Ever" (El día más borrascoso de todos los tiempos) donde se recrea su rutina de baile.
El diseño de la portada del sencillo creado por Jay Myrdal mostraba la utilizada para la portada del álbum, que presentaba una fotografía de Bush "aferrándose a una gran cometa con un dragón rojo pintado, deslizándose a través de un vasto ojo que todo lo ve".

## Rendimiento en las Listas de Éxitos
| "De repente empezé a trabajar sin parar, aguanté dieciséis meses así y luego dije: ¡Mira! Tengo que parar ó ya no podré escribir más canciones."—Bush reflexiona sobre el éxito instantáneo de "Wuthering Heights". |

Después de un retraso de dos meses, "Wuthering Heights" se estrenó oficialmente a principios de 1978 y entró en el top cuarenta de la Lista Oficial de Sencillos del Reino Unido en el número veintisiete el 18 de febrero. Ascendió al número uno tres semanas después destronando del primer puesto al éxito de ABBA, "Take a Chance on Me". Bush se convirtió en la primera artista femenina en tener un éxito número uno escrito íntegramente por ella misma en el Reino Unido. El lanzamiento del sencillo enfrentó, sin saberlo, a Bush con otra vocalista que también figuraba en las listas con su primer éxito en el Reino Unido: Debbie Harry con su banda Blondie y su sencillo Denis, el cual se instaló en el número dos. "Wuthering Heights" permaneció en el número uno durante un mes hasta que fue reemplazado de lo más alto por la celebración del dúo Brian & Michael del artista recientemente fallecido L. S. Lowry, con su tema Matchstalk Men and Matchstalk Cats and Dogs. El sencillo debut de Bush terminó el año como el décimo más vendido y fue certificado Disco de Oro por la Industria Fonográfica Británica al conseguir más de medio millón de ventas.
"Wuthering Heights" también alcanzó el número uno en Irlanda, en Italia, en Nueva Zelanda, donde pasó cinco semanas en el número uno consiguiendo el estatus de disco platino, y en Australia, donde se mantuvo en la cima de las listas durante tres semanas consecutivas alcanzando el estatus de disco de oro. Resultó ser uno de los mayores éxitos de 1978 en Dinamarca, alcanzó el top diez en España, Bélgica, los Países Bajos, Finlandia, Noruega, Suecia y Suiza, así como el top veinte en Austria y Alemania Occidental. Bush interpretó la canción en el primer episodio del programa de entrevistas sobre música de Alemania Occidental Bio's Bahnhof el 9 de febrero de 1978.
Tras la interpretación en directo por Laura Bunting en el programa televisivo La Voz en Australia, "Wuthering Heights" volvió a entrar en el top 40 del país en 2012, 34 años después de su lanzamiento original en 1978.

## Legado
Se incluyó una versión remezclada, con voces regrabadas en el álbum de grandes éxitos de 1986 The Whole Story, esta versión también apareció como la cara B de su éxito de 1986 Experiment IV.
Pat Benatar grabó una versión para su álbum de 1980 Crimes of Passion.
La Banda brasileña de power metal Angra grabó una versión para su álbum debut de 1993 Angels Cry.
En 2018, como parte del Festival de Literatura de Bradford, se anunció que Bush había sido invitada a escribir un epitafio para Emily Brontë que sería inscrito en una de las cuatro piedras erigidas cerca de la casa de Brontë en Haworth, West Yorkshire. Comentando la presentación de su poema de título Emily, Bush dijo "Que me pidan que escriba un artículo para la piedra de Emily es un honor, y en cierto modo, una oportunidad para mostrarle mi agradecimiento".
En 2016 se creó oficialmente un evento flashmob conocido como el Día de las Cumbres Borrascosas y se lleva a cabo anualmente, seguidores de la artista se reúnen en lugares de todo el mundo para recrear el video del "vestido rojo". Al ver un vídeo del evento, Bush dijo que lo encontró "muy conmovedor y dulce".
La canción ha sido interpretada por los comediantes Steve Coogan y Noel Fielding en dos ocasiones como parte del maratón televisivo de recaudación de fondos de la BBC Comic Relief. Coogan cantó la canción en el programa de 1999 interpretando a Alan Partridge como parte de un popurrí de otro material de Bush. Fielding interpretó la canción en la serie televisiva británica de 2011 Let's Dance for Comic Relief, llegando hasta el final de la competición.

## Miembros
Créditos procedentes del magacín musical británico Sound on Sound 
- Kate Bush – Voces principales, piano
- Andrew Powell – Arreglos, bajo, celesta
- Duncan Mackay – Órgano Hammond
- David Paton – Guitarras acústicas de 12 cuerdas
- Ian Bairnson – Guitarras eléctricas y acústicas
- Stuart Elliott – Batería
- Morris Pert – Crotales
- David Katz – Contratista orquestal

## Posición en las Listas

### Listas Semanales
| Listas (1978)                       | Mejor Posición |
| ----------------------------------- | -------------- |
| Australia (Kent Music Report)       | 1              |
| Austria (Ö3 Austria Top 40)         | 17             |
| Dinamarca (Tracklisten)             | 4              |
| Finlandia (Suomen virallinen lista) | 4              |
| Irlanda (IRMA)                      | 1              |
| Italia (FIMI)                       | 1              |
| Nueva Zelanda (Recorded Music NZ)   | 1              |
| Noruega (VG-lista)                  | 7              |
| España (Promusicae)                 | 10             |
| Suecia (Sverigetopplistan)          | 6              |
| Suiza (Schweizer Hitparade)         | 8              |
| Reino Unido (UK Singles Chart)      | 1              |
| Alemania (Der Musikmarkt)           | 11             |

| Lista (2012)     | Mejor Posición |
| ---------------- | -------------- |
| Australia (ARIA) | 39             |

| Lista (2022)                    | Mejor Posición |
| ------------------------------- | -------------- |
| Reino Unido (UK Download Chart) | 34             |

| Listas (1978)                                | Posición |
| -------------------------------------------- | -------- |
| Australia (Kent Music Report)                | 11       |
| Bélgica (Ultratop)                           | 46       |
| Países Bajos (Single Top 100)                | 18       |
| Nueva Zelanda (Recorded Music NZ)            | 5        |
| Portugal (Música & Som)                      | 1        |
| Reino Unido (OCC)                            | 10       |
| Alemania occidental (Official German Charts) | 45       |

## Consulta También
- Lista de sencillos número uno en Australia durante la década de 1970 (En Inglés).